# マズルブレーキ

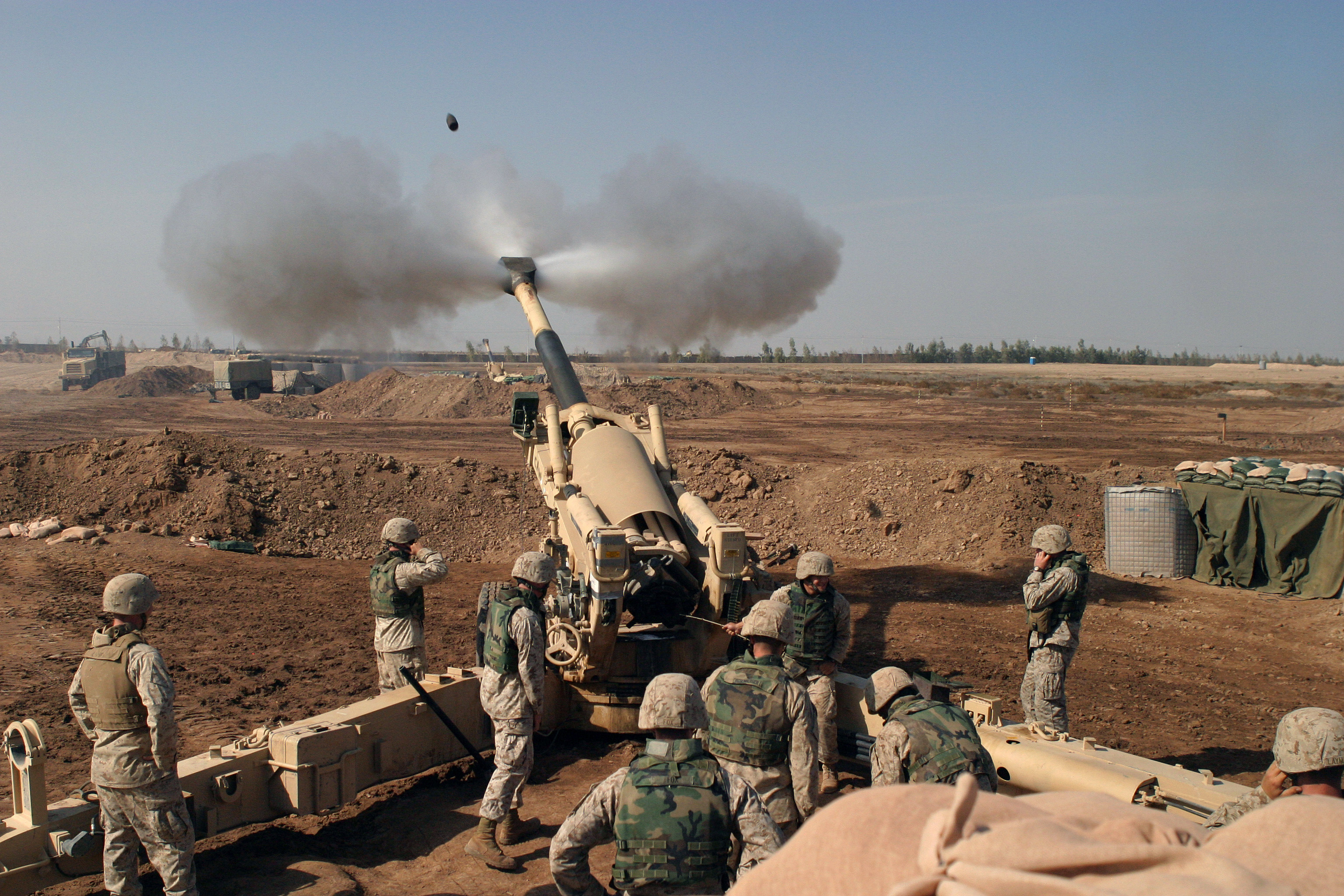
▲砲口辺りの煙が出ている装置がマズルブレーキ。
M198 155mm榴弾砲の発射時の様子。マズルブレーキによって砲口の左右正面に発射ガスが噴出しているのが分かる

マズルブレーキ（英: muzzle brake）は、発射時の銃の反動・砲の後座距離の減少を目的として銃・砲の銃口・砲口（マズル）に装着する、概ね円筒の周囲または箱形の側面に穴をあけた形状をした部品である。日本語では「銃口制退器」または「砲口制退器」という。
競技用拳銃などに装備されるマズルブレーキは「コンペンセイター」とも呼ばれる。
マズルブレーキと同様に銃身先端に装着するものにフラッシュハイダー、フラッシュサプレッサーがあるが、これは発射炎の制御を行うもので、マズルブレーキとは目的と効果が異なる。ただし、現代の小火器においてはマズルブレーキとフラッシュサプレッサーの機能を兼用した設計のものが多い。

## 効果

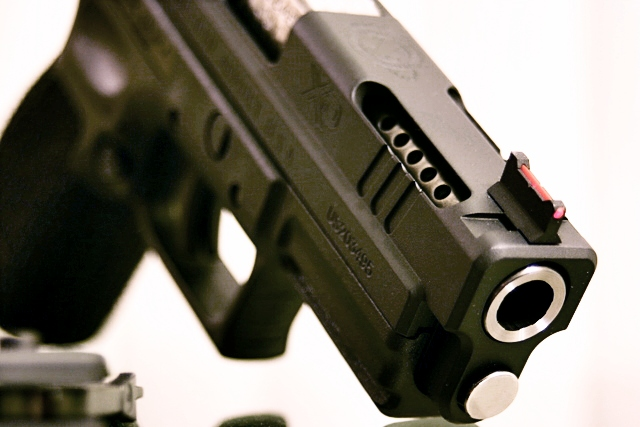
XD-40 V-10。切り抜いたスライドから見える銃身部分にマグナポートタイプのマズルブレーキが存在する

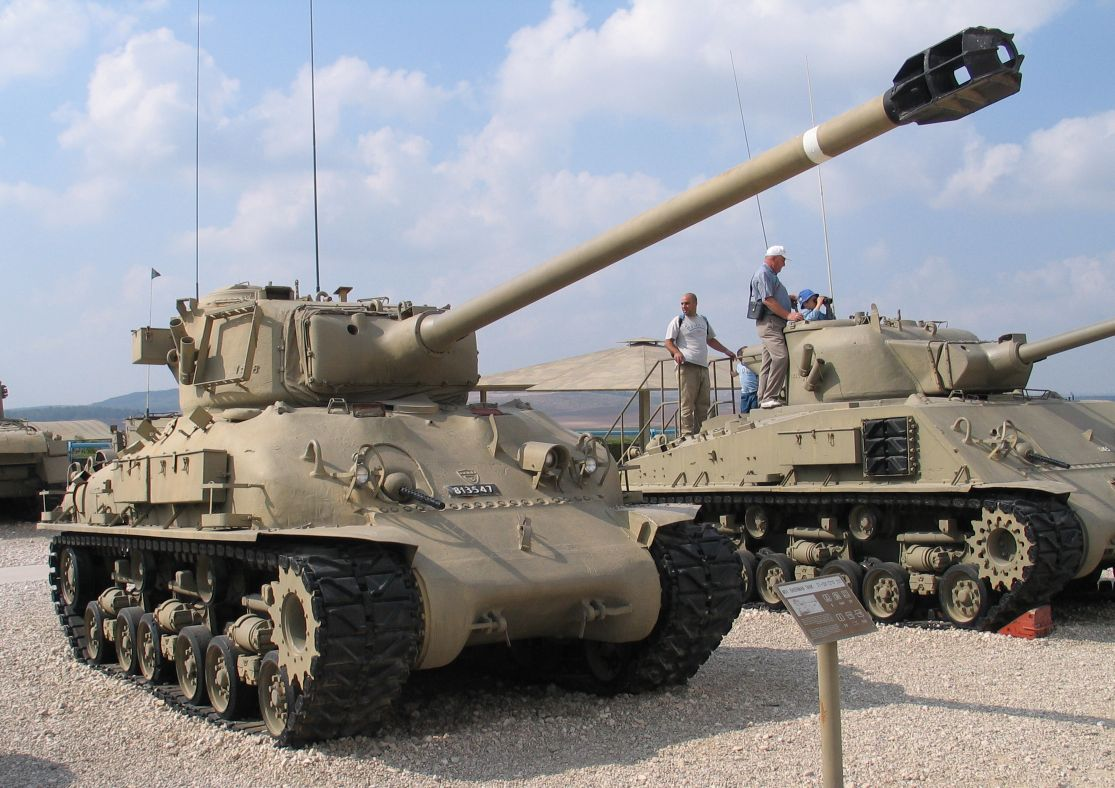
イスラエル軍がかつて使用した戦車M51 スーパーシャーマン。主砲の反動を抑えるために巨大なマズルブレーキを装備していた

本部品を装着することで、発射時の銃の反動・砲の後座距離を減少させる働きがある。かつては比較的大口径の火器や機関銃に装着されることが多かったが、第二次世界大戦以降、歩兵の持つ小銃や一部の民間向けの拳銃にも装着されるようになった。これは、大戦後歩兵の小銃に全自動発射機能が付加されることが多くなったため連射時の反動のコントロールが重視されるようになったのが原因である。
マズルブレーキを装着して発砲した場合、銃・砲口から弾丸が飛び出したのちに噴出する装薬の燃焼ガスがこれに当たることで、銃・砲全体を一瞬前に引っ張る状態となり、また、側面の孔から噴出ガスを逃がすことで後方への反作用を減少させ、射撃手や砲架が受ける反動をある程度相殺・抑制する。これは、マズルブレーキ内部のしきりの数、弾丸が通過する孔の径、ガスを逃がす穴の位置や数により、噴出する量や方向を調整、跳ね上がりや連射時の偏向を抑制する効果も持つ。
競技用拳銃などで使用される、銃口の跳ね上がり防止に重点を置いたマズルブレーキは「コンペンセイター」と呼ばれ、上方向へ指向的に発射ガスを逃がすことで銃の跳ね上がりを抑え、素早い再照準や精度の高い連射が可能となる効果を持つ。
銃口へ装着するものの他、銃身上部に直接穴やスリットを設けたものがあり、この形状のコンペンセイターは最初に商品化した会社の名称からマグナポートとも通称される。競技用拳銃のように後加工で装備する以外にも、S&W社のM500などのマグナム弾を使用する拳銃や、逆に小型で射撃時の制御が難しい拳銃では、反動や銃口の跳ね上がり抑制のためマズルブレーキが標準で装備されている例も多い。
狩猟用ライフルなどの強力な弾丸を使用する銃では、銃身上部にのみ穴を空けると銃口が跳ね上がらずに反動が射手に直接作用する事で脱臼などの怪我をする場合がある。そのため、銃口の跳ね上がりを防止する効果を低減させ、全周方向へ穴を開けたマズルブレーキを装備する例もある。
また、サウンドサプレッサーも、内部構造はマズルブレーキと同様に発射ガスを拡散・減圧するため、発射音を軽減すると同時に副次的に反動も抑制する効果がある。
軍用としては、大口径化が進んだ第二次大戦中盤以降の戦車砲や野砲に装着されることが多かったが、前者の場合弾道に悪影響をおよぼすために戦後は次第に装備されなくなり、代わって油圧で反動を吸収する駐退機の改良により反動や後退量を抑えている。一方榴弾砲においては、もともとはマズルブレーキを付けない場合が多かったが、第二次世界大戦後の榴弾砲は射程延伸のために長砲身化と高初速化が進んだため、反動を抑えるためにマズルブレーキを装着するものが増えた。また、物理的な問題ではなく、第二次大戦で当初マズルブレーキを使用していなかったアメリカ軍戦車が、新型の戦車砲で装着するようになった際に、これを多用していたドイツ軍戦車と誤認されるのを恐れて取り外した例もある。
なお、AMX-10RCやチェンタウロ戦闘偵察車といった対戦車砲搭載車両は、弾道への影響より反動への影響を重視するためマズルブレーキは使われており、戦後の対戦車用砲弾の主力であるAPDSやAPFSDSの発射時に、外れる装弾筒がマズルブレーキに引っかかってしまうというのは間違いである。
装着することにより発射ガスの一部が砲の側・後方に噴出するため、砲口との間に仕切りの無い状態で作業する砲兵に対してガスや気圧による悪影響の発生が懸念されたが、これは砲の種類によって差があり、実際用いてみるとさほど問題ない場合もあった。日本陸軍の九〇式野砲の事例では、開発時には砲手への感作は許容範囲内と判断された一方、ノモンハン事件では連日の砲撃を行ったために砲手達の聴力が損なわれ、身振り手振りの意志疎通で戦闘を続けるに至っている。
また砲を隠密性を重視して低い位置に設置した際、側方に噴出する発射ガスやそれに伴う噴煙、そしてそれらが舞い上げる土埃が視界をさえぎる欠点もある。そのため低車高に設計された第二次大戦中のドイツ軍駆逐戦車の一部は、反動解消より視界を重視してマズルブレーキを砲身から撤去している。